# 선조비 이씨
선조비 이씨(先祖妣 李氏, 생몰년 미상)는 고려의 장군 이양무의 아내로 본관은 삼척 이씨(三陟李氏)이며 이강제(李康濟)의 딸, 조선 목조의 모후, 조선 태조의 천조모이다. 아들 이안사가 고을 별감과 갈등이 생겨 강원도 삼척으로 떠날때 부군 이양무와 동행했으며 사망 후 이릉(伊陵)에 매장되었으나 신원을 확인하지 못해 오랫동안 조선왕실의 공식 조묘(祖墓)로 지정되지 못하였다. 
1899년, 이종건(李鍾健)에 의해 이씨의 무덤이 공식 조묘로 인정되자 대한제국 고종은 이씨를 선조비이씨존령(先祖妣李氏尊靈), 묘호(墓號)를 영경묘(靈慶墓)로 추존하였다.

## 가족
- 부친: 이강제
- 모친: 불명
- 부군: 선조고
- 아들: 조선 목조